# Pan Vojevoda
Pan Vojevoda (Ryska: Пан воевода, Pan vojevoda) är en opera i fyra akter med musik av Nikolaj Rimskij-Korsakov och libretto av Ivan Tujmenev .

## Historia
Operan är tillägnad Frédéric Chopin och utspelas i Polen. Rimskij-Korsakov var inspirerad av Michail Glinkas "polska" opera Livet för tsaren med dess polska rytmer och danser. Tjumenevs libretto gav tonsättaren åtskilliga tillfällen till att komponera polska danser såsom mazurka och krakowiak. Operan hade premiär den 16 oktober 1904 på musikkonservatoriet i Sankt Petersburg men framfördes endast sju gånger. Året därpå spelades den fem gånger i Warszawa och sex gånger i Moskva med Sergej Rachmaninov som dirigent.

## Personer
- Pan Vojevoda (bas)
- Jadviga Zapolska, en rik änka (sopran)
- Dzjuba, en gammal man (bas)
- Olesnitskij, en yngling (kontraalt)
- Boleslav Chaplinskij, en ung ädling (tenor)
- Poslavsky, hans vän (baryton)
- Marija Oskolska (sopran)
- Dorosh (bas)

## Handling
Änkan Jadviga älskar den mäktige Pan Vojevoda, men denne planerar att gifta sig med Marija. Jadviga övertalar sin beundrare Olesnitskij att förgifta Marija men ynglingen tar del och dödar Vojevoda i stället. Jadviga mister förståndet medan Marija nu är fri att gifta sig med sin älskade Chaplinskij.